# Hildegard Behr
Hildegard Behr (* 20. September 1905 in Kolberg, Provinz Pommern; † 7. Februar 2000 in Zernien) war eine deutsche Schriftstellerin, Genealogin und Heimatforscherin. 
Behr studierte ab 1925 Germanistik und Geschichte an der Universität Göttingen, der Universität Marburg und der Universität Greifswald. 1937 wurde sie in Greifswald mit einer Arbeit über die Lyrik Friedrich Rückerts zum Dr. phil. promoviert. Im Jahre 1943 war sie beim Reichsministerium für Volksaufklärung und Propaganda angestellt. Bis 1945 arbeitete sie als Genealogin bei staatlichen und kirchlichen Behörden.
Nach dem Zweiten Weltkrieg kam sie nach Niedersachsen und arbeitete zunächst als Verlagsmitarbeiterin, dann in Lüneburg bei der Nordostdeutschen Akademie. 1955 zog sie nach Northeim, 1968 nach Zernien im Landkreis Lüchow-Dannenberg. 
Behr veröffentlichte heimatkundliche Literatur unter anderem über ihre Heimatstadt Kolberg in Pommern und über Northeim in Niedersachsen.

## Schriften
- Aus deutscher Seele! G. Stegenwalner, Kolberg 1928 (Gedichte).
- Zeit-Lyrik Rückerts 1848-1866, Dissertation, Greifswald, 1937.
- Solang noch Wälder rauschen. Gedichte. Ostseeverlag, Leichlingen 1965.
- Heimat in Pommern. Erzählungen aus Kolberg und dem Kreis Kolberg-Körlin. Ostseeverlag, Leichlingen 1969.
- Auch Kakteen blühen. Eine fröhliche Erzählung. Ostseeverlag, Leichlingen 1972.
- mit Hans Sponholz: Das war unser Kolberg. Ein Heimatbuch. Holzner, Würzburg 1974.
- Im alten Northeim (1650–1750). Die Kirchenbücher von St. Sixti berichten (= Schriftenreihe des Heimat- und Museumsvereins für Northeim und Umgebung). Hahnwald, Northeim 1975.